# Clima de la sabana

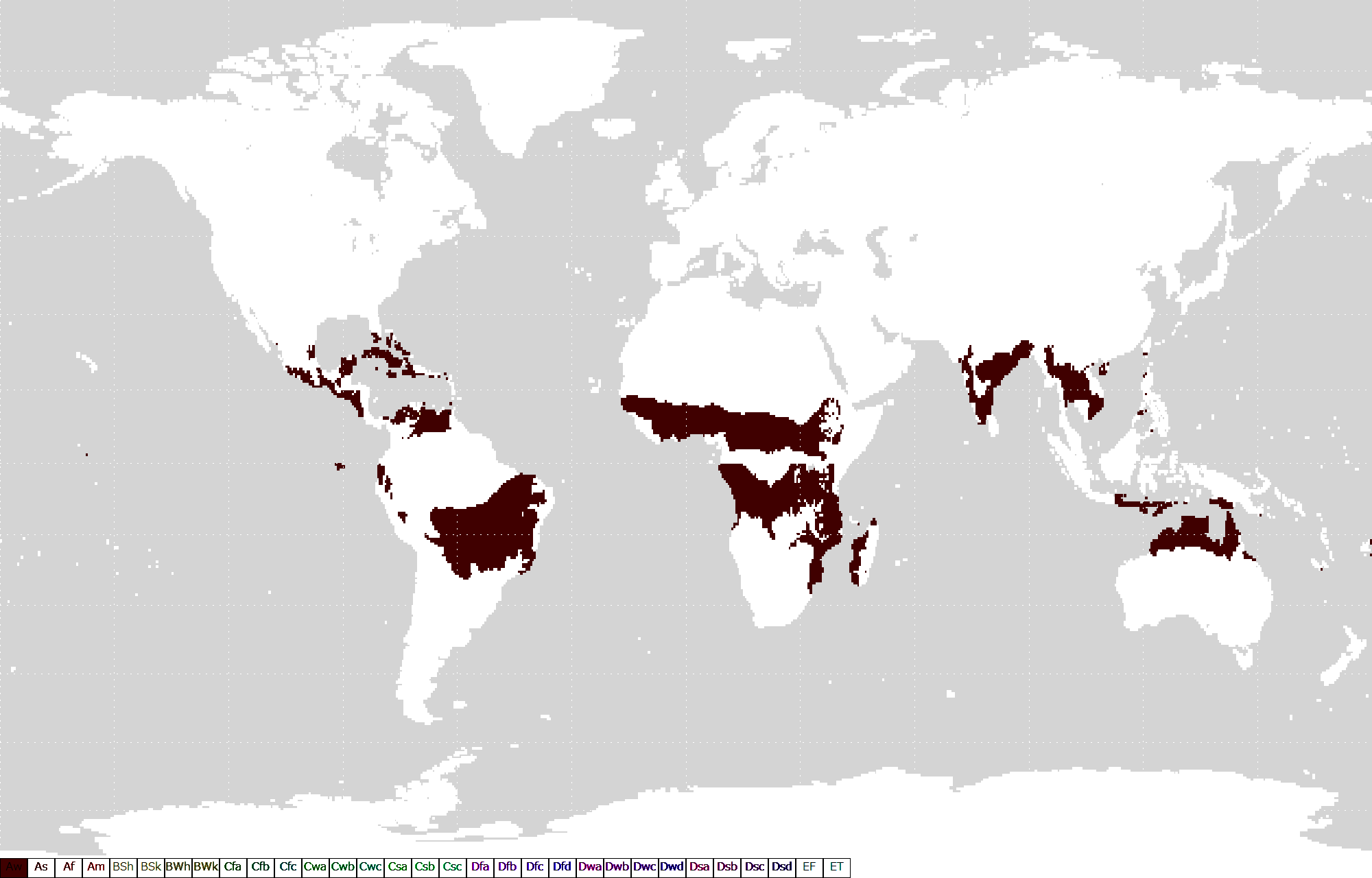
Àrees o regions de clima de la sabana al món segons la classificació climàtica de Köppen.

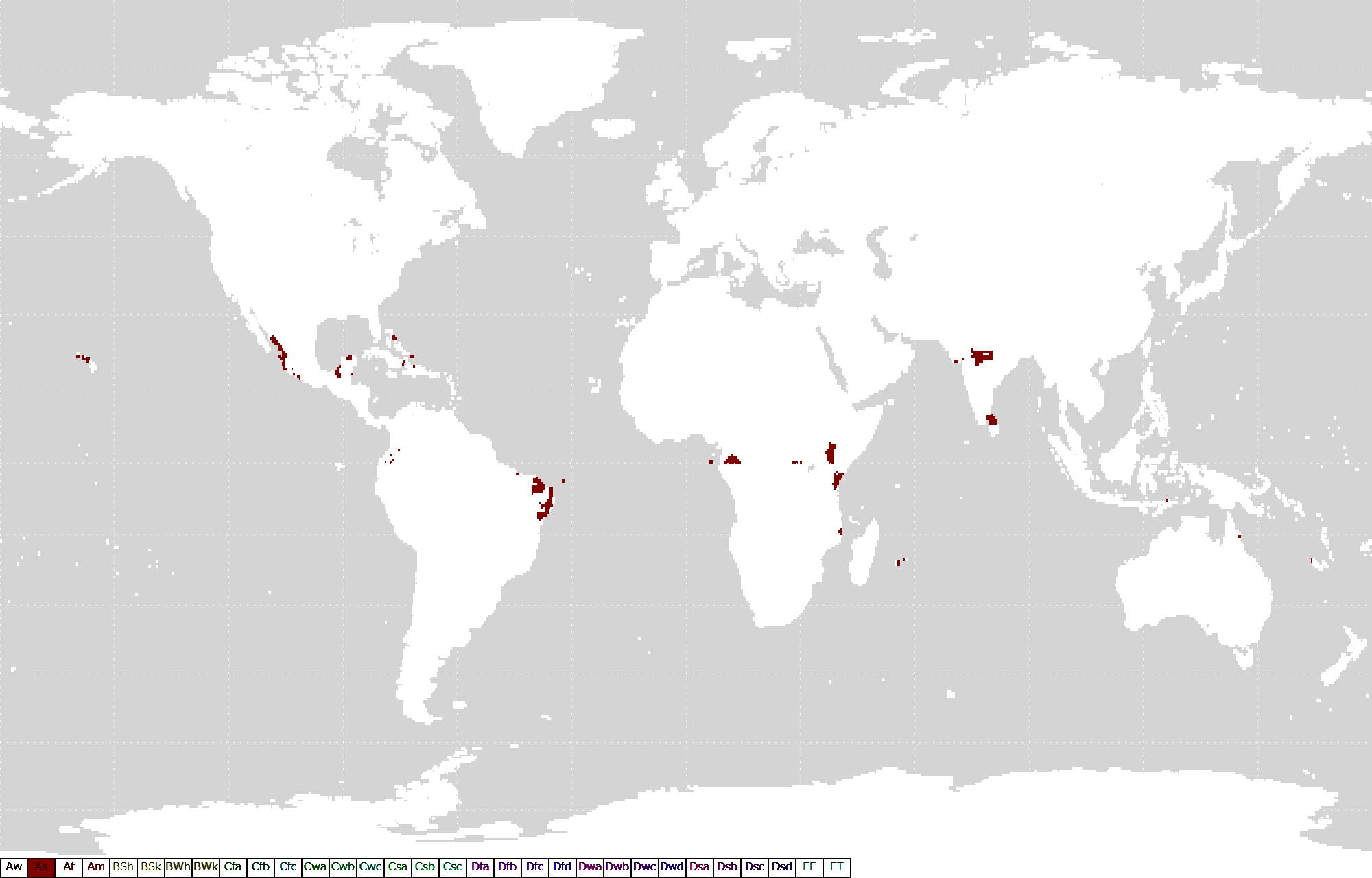
Àrees o regions de clima de la sabana al món amb l'estació seca invertida.

El clima de la sabana és un tipus de clima tropical sec amb extrems de temperatura típic de la sabana, o praderia dins una zona tropical. Les regions amb aquest clima se solen designar amb l'abreviatura Aw (per un hivern sec) o bé As (per un estiu sec) segons la classificació climàtica de Köppen.

## Característiques
El clima calent de la sabana té un dèficit hídric més o menys acusat. Malgrat que la precipitació anual pot ser major que l'evapotranspiració. Normalment hi ha una estació seca, amb una durada d'un mínim de 8 setmanes, on la pluviometria és molt baixa o és inexistent i una estació humida o de pluges. Durant els mesos de l'estació de pluges normalment hi ha pluja suficient per al creixement de la vegetació. El total de pluja és molt variable des de 250 a 2.000 litres l'any. Algunes sabanes s'inunden temporalment pel drenatge lent o per la crescuda de rius o llacs. Hi acostuma a haver arbres i arbusts dispersos, del gènere acàcia per exemple, però hi domina la vegetació herbàcia.
Les temperatures a les sabanes són molt altes sense gaire variació al llarg de l'any. Normalment hi ha més variació entre la temperatura del dia i la de la nit. Cap al final de l'estació seca és quan fa més calor. La pluja cau amb una temperatura molt elevada i el que fa baixar més la temperatura és la major nuvolositat. En alguns casos es troben en altiplans a alçades de més de 2000 metres i aleshores les temperatures disminueixen aproximadament 0,5 graus Celsius per cada 100 metres d'increment d'altitud.

## Variants
- Clima de la sabana amb l'estació seca durant el període d'insolació reduïda i dies més curts.
- Estació seca invertida. Clima de la sabana amb l'estació seca durant el període de major insolació i dies més llargs. Es dona per exemple a Hawaii, algunes zones de Kenya i el nord de Sri Lanka.